# Syndroom van Mayer-Rokitansky-Küster
Het syndroom van Mayer-Rokitansky-Küster of MRK-syndroom is een aangeboren aandoening die alleen bij vrouwen voorkomt. Geboren worden met het MRK-syndroom betekent geboren worden zonder baarmoeder en vagina (congenitale aplasie/hypoplasie van uterus en vagina). Soms is er een klein kuiltje op de plaats van de vagina. De eierstokken zijn wel ontwikkeld en functioneren normaal. Iedere maand vindt er een eisprong plaats. De hormoonspiegels veranderen en volgen het patroon van de menstruatiecyclus. Ook het chromosomenpatroon ofwel de genetische aanleg is normaal: 46XX.
Een vrouw met het MRK-syndroom ontwikkelt zich tot een normale vrouw. De uitwendige geslachtsdelen – de clitoris en de buitenste en binnenste schaamlippen
– zijn aanwezig. In de puberteit krijgt ze okselbeharing, schaamhaar en borsten, maar de menstruatie blijft uit (primaire amenorroe). Bij normale ontwikkeling van de foetus ontwikkelen de baarmoeder en de vagina zich in de zesde tot achtste week van de zwangerschap uit twee buizen, de zogenaamde buizen van Müller. Onderzoek heeft duidelijk gemaakt dat er in het geval van het MRK-syndroom in deze fase iets gebeurt waardoor deze ontwikkeling niet tot stand komt. In diezelfde tijd worden de nieren aangelegd. Soms gaat er ook daarbij iets mis en ontwikkelt zich bijvoorbeeld slechts één niersysteem. Wat precies de oorzaak is van dit gebrek in de ontwikkeling van de foetus, is nog onbekend. Ook bevindt er zich soms endometrium (baarmoederslijmvlies) in een of beide rudimentaire uteri (12-20% van de patiënten). Dit kan onderbuiksklachten veroorzaken.
Het is een aandoening die bij ongeveer een op de 4000-5000 vrouwen voorkomt, wat betekent dat er in Nederland jaarlijks ca zestien meisjes met het MRK-syndroom geboren worden.

## Symptomen
Vrouwen met deze aandoening gaan nooit menstrueren, ze hebben een zogenaamde primaire amenorroe. Door het uitblijven van de allereerste menstruatie, ofwel menarche, wordt de aandoening meestal ontdekt. Door het ontbreken van de baarmoeder is zwangerschap onmogelijk. Het is wel mogelijk een kind te krijgen door zogenaamd 'hoogtechnologisch draagmoederschap', aangezien de vrouw wel functionele ovaria heeft kan IVF plaatsvinden. De hormoonhuishouding is niet veranderd. Deze vrouwen hebben normale secundaire geslachtskenmerken
Rond de zesde week van de zwangerschap ontwikkelen zich, behalve de baarmoeder en vagina, ook de nieren en delen van het skelet. Ook hierbij kunnen complicaties optreden waardoor afwijkingen aan nieren en bepaalde delen van het skelet, met name in de nek en de gehoorbeenderen, niet ondenkbaar zijn.
Door de niet (volledig) ontwikkelde vagina is seks wel mogelijk, maar diepe penetratie niet, deze vrouwen hebben vaak maar 1/3 van een normale vagina. Sommige vrouwen met dit syndroom laten, al dan niet operatief, de vagina vergroten of creëren (bijvoorbeeld met behulp van een pelotte).

## Verwerking
Voor de betrokkenen is het hebben van deze aandoening emotioneel verwarrend - enerzijds omdat het meestal wordt ontdekt tijdens de puberteit, een kwetsbare periode waarin het bericht 'anders' te zijn toch al hard kan aankomen, anderzijds omdat het raakt aan aspecten van het vrouw zijn. Het meisje zal zelf geen kind kunnen dragen. Hierdoor ontstaat vaak onbegrip over het functioneren van het vrouwelijk lichaam.
Behalve een medische begeleiding is daarom ook psychosociale begeleiding wenselijk.
Vrouwen met het MRK-syndroom kunnen echter wel moeder worden met hun eigen (normale) eicellen, door gebruik te maken van een draagmoeder.

## Onderzoek
Naar de oorzaken wordt nog onderzoek gedaan, maar er is nog geen duidelijkheid. Of de aandoening genetisch bepaald is, of zoals wel meer aangeboren aandoeningen het resultaat is van een toevallige onderbreking van een embryonaal proces, is nog niet bekend.